# Tichvinka
La Tichvinka (in russo  Тихвинка?, in finlandese: Tihvinänjoki) è un fiume della Russia tributario del Sjas'. Scorre nei rajon Boksitogorskij e Tichvinskij dell'oblast' di Leningrado. Appartiene al bacino del lago Ladoga.
Il fiume ha origine dal lago Eglino e scorre in direzione occidentale. Presenta molte rapide. Sfocia nel Sjas' a 96 km dalla foce. Ha una lunghezza di 144 km e il suo bacino è di 2 140 km².
È incluso nel sistema idrico di Tichvin (Тихвинская водная система). Passa dalla città di Tichvin e lungo le sue rive si trova il Monastero dell'Assunzione.

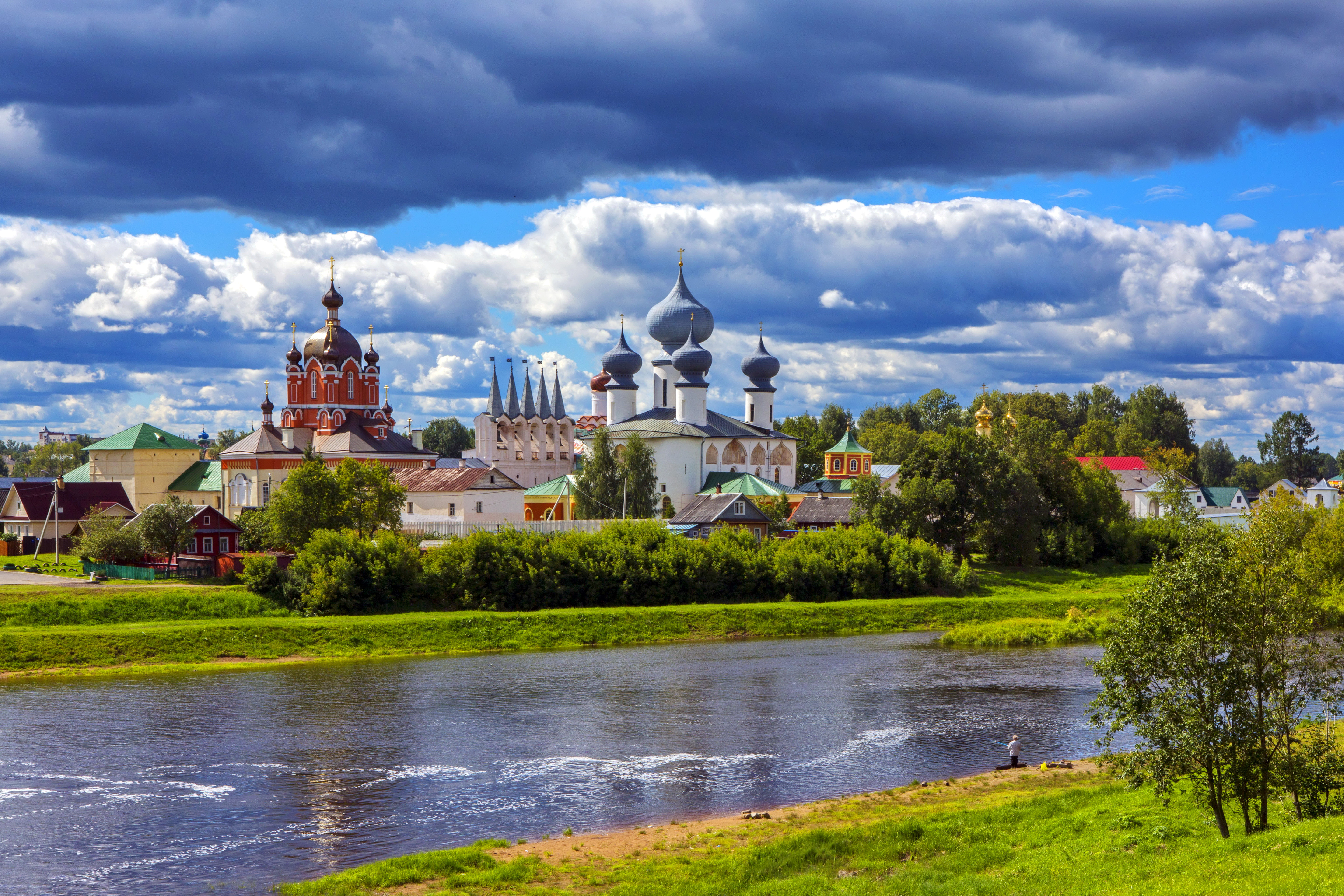
Il monastero dell'Assunzione di Tichvin, lungo le sponde del fiume.